# Averroism

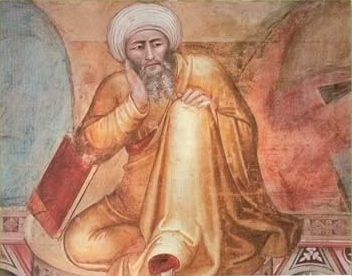
Filozoful arab Ibn Rushd, cunoscut în Europa ca Averroes

Averroism este un curent filozofic cu tendințe materialiste și ateiste, care are originea în cadrul preceptelor lui Averroes.
A apărut în secolul al XIII-lea, ca reacție împotriva dogmatismului scolastic.
Principalul reprezentant al acestui curent filozofic a fost Siger din Brabant, iar unul din focare a fost Universitatea din Padova (secolele XIII-XVI).
Biserica Catolică și-a manifestat ostilitatea și a persecutat reprezentanții acestei mișcări.